# Mancenans-Lizerne
Mancenans-Lizerne é uma comuna francesa na região administrativa de Borgonha-Franco-Condado, no departamento de Doubs. Estende-se por uma área de 6,09 km². Em 2010 a comuna tinha 199 habitantes (densidade: 32,7 hab./km²).